# Third Eye Blind
Third Eye Blind ist eine US-amerikanische Alternative-Rock-Band aus San Francisco im Bundesstaat Kalifornien, die gefühlvolle Balladen mit druckvollen Rocksongs vereint.

## Bandgeschichte
Die Band wurde 1993 von Stephan Jenkins (Gesang, Songwriting, Gitarre), George Earth (Gitarre), Adrian Burley (Schlagzeug) und Jason Slater (Bass) gegründet. Bis zur Veröffentlichung des Debütalbums 1997 und auch danach wechselte die Besetzung mehrmals; nur Jenkins und Brad Hargreaves (Schlagzeug) sind seit 1997 kontinuierlich Mitglieder. Für kurze Zeit spielten der Smash-Mouth-Schlagzeuger Michael Urbano und der frühere Primus-Schlagzeuger Tim Wright in der Band.
Als Vorband der britischen Gruppe Oasis machte die Gruppe 1996 große Plattenfirmen auf sich aufmerksam, darunter Elektra Records, die die Band unter Vertrag nahm. 1997 erschien das selbstbetitelte Debütalbum, von dem über sechs Millionen Exemplare verkauft wurde. Die Single Semi-Charmed Life wurde über eine Million Mal verkauft, machte sie auch in Europa bekannt hielt sich wie das ebenfalls aus dem Album stammende How's It Going to Be bis zu einem Jahr in den US-Charts.
In der Folge „Prima Klima“ (2022) aus der deutschen Fernseh-Krimi-Serie „Friesland“ ist die Single Semi-Charmed Life als Abspann-Song zu hören.
Nach mehreren ausverkauften Tourneen erschien 1999 das Nachfolgealbum Blue, das 2000 Platinstatus erreichte. Im Sommer 2000 wurde der Gitarrist Cadogan nach geschäftlichen Streitigkeiten mit Jenkins von diesem entlassen und durch Tony Fredianelli ersetzt. 2003 erschien das dritte Album der Band, Out of the Vein. Nach einer Brustkrebsdiagnose seiner Mutter veranstaltete der Frontmann Stephan Jenkins das „Breathe Benefit Concert“ in Los Angeles, bei dem sich zahlreiche Künstler für die Forschung und Behandlung von Brustkrebs einsetzten.

## Diskografie

### Studioalben
| Jahr | Titel Musiklabel                | Höchstplatzierung, Gesamtwochen, AuszeichnungChartsChartplatzierungen (Jahr, Titel, Musiklabel, Platzierungen, Wochen, Auszeichnungen, Anmerkungen) | Anmerkungen                                                   |
| Jahr | Titel Musiklabel                | US | Anmerkungen                                                   |
| ---- | ------------------------------- | --- | ------------------------------------------------------------- |
| 1997 | Third Eye Blind Elektra Records | US25 ×6Sechsfachplatin · (106 Wo.)US | Erstveröffentlichung: 26. März 1997 Verkäufe: + 6.107.500     |
| 1999 | Blue Elektra Records            | US40 Platin · (53 Wo.)US | Erstveröffentlichung: 23. November 1999 Verkäufe: + 1.000.000 |
| 2003 | Out of the Vein Elektra Records | US12 (9 Wo.)US | Erstveröffentlichung: 13. Mai 2003                            |
| 2009 | Ursa major Mega Collider        | US3 (7 Wo.)US | Erstveröffentlichung: 18. August 2009                         |
| 2015 | Dopamine Mega Collider          | US13 (2 Wo.)US | Erstveröffentlichung: 16. Juni 2015                           |
| 2019 | Screamer Mega Collider          | — | Erstveröffentlichung: 18. Oktober 2019                        |
| 2021 | Our Bande Apart Mega Collider   | — | Erstveröffentlichung: 24. September 2021                      |

### Kompilationen
| Jahr | Titel Musiklabel             | Höchstplatzierung, Gesamtwochen, AuszeichnungChartsChartplatzierungen (Jahr, Titel, Musiklabel, Platzierungen, Wochen, Auszeichnungen, Anmerkungen) | Anmerkungen                         |
| Jahr | Titel Musiklabel             | US | Anmerkungen                         |
| ---- | ---------------------------- | --- | ----------------------------------- |
| 2006 | A Collection Elektra Records | US103 (3 Wo.)US | Erstveröffentlichung: 18. Juli 2006 |

Weitere Kompilationen
- 2013: The Third Eye Blind Collection

### EPs
| Jahr | Titel Musiklabel           | Höchstplatzierung, Gesamtwochen, AuszeichnungChartsChartplatzierungen (Jahr, Titel, Musiklabel, Platzierungen, Wochen, Auszeichnungen, Anmerkungen) | Anmerkungen                           |
| Jahr | Titel Musiklabel           | US | Anmerkungen                           |
| ---- | -------------------------- | --- | ------------------------------------- |
| 2016 | We Are Drugs Mega Collider | US175 (1 Wo.)US | Erstveröffentlichung: 7. Oktober 2016 |

Weitere EPs
- 2008: Red Star
- 2018: Thanks for Everything

### Singles
| Jahr | Titel Album                          | Höchstplatzierung, Gesamtwochen, AuszeichnungChartplatzierungen (Jahr, Titel, Album, Platzierungen, Wochen, Auszeichnungen, Anmerkungen) | Höchstplatzierung, Gesamtwochen, AuszeichnungChartplatzierungen (Jahr, Titel, Album, Platzierungen, Wochen, Auszeichnungen, Anmerkungen) | Höchstplatzierung, Gesamtwochen, AuszeichnungChartplatzierungen (Jahr, Titel, Album, Platzierungen, Wochen, Auszeichnungen, Anmerkungen) | Anmerkungen                                                   |
| Jahr | Titel Album                          | DE | UK | US | Anmerkungen                                                   |
| ---- | ------------------------------------ | --- | --- | --- | ------------------------------------------------------------- |
| 1997 | Semi-Charmed Life Third Eye Blind    | DE91 (9 Wo.)DE | UK33 Gold · (5 Wo.)UK | US4 ×4Vierfachplatin · (43 Wo.)US | Erstveröffentlichung: 17. Juni 1997 Verkäufe: + 4.435.000     |
| 1997 | Graduate Third Eye Blind             | — | UK83 (1 Wo.)UK | — | Erstveröffentlichung: August 1997                             |
| 1997 | How’s It Going to Be Third Eye Blind | — | UK51 (2 Wo.)UK | US9 ×2Doppelplatin · (52 Wo.)US | Erstveröffentlichung: 18. November 1997 Verkäufe: + 2.000.000 |
| 1998 | Jumper Third Eye Blind               | — | — | US5 ×3Dreifachplatin · (20 Wo.)US | Erstveröffentlichung: Mai 1998 Verkäufe: + 3.000.000          |
| 1999 | Never Let You Go Blue                | — | — | US14 Platin · (22 Wo.)US | Erstveröffentlichung: 23. November 1999 Verkäufe: + 1.000.000 |
| 2000 | Deep Inside of You Blue              | — | — | US69 (12 Wo.)US | Erstveröffentlichung: August 2000                             |

Weitere Singles
| - 1998: Losing a Whole Year - 1999: Anything - 2000: 10 Days Late - 2003: Blinded - 2003: Crystal Baller - 2009: Don’t Believe a Word - 2009: Bonfire - 2012: Traffic Light (Justine Bennett feat. Third-Eye Blind) - 2015: Everything Is Easy - 2015: Get Me Out of Here - 2016: Cop vs. Phone Girl | - 2018: Fuck Forever - 2018: Joke - 2018: 10 - 2019: Screamer (feat. Alexis Krauss) - 2019: Walk Like Kings - 2019: The Kids Are Coming - 2020: Ways - 2020: Disorder - 2021: Box of Bones - 2021: Again - 2021: To the Sea - 2021: Silverlake Neophyte |

## Auszeichnungen für Musikverkäufe
| Goldene Schallplatte - Australien - 1997: für die Single Semi-Charmed Life - Neuseeland - 1999: für das Album Third Eye Blind | Platin-Schallplatte - Kanada - 1998: für das Album Third Eye Blind 2× Platin-Schallplatte - Neuseeland - 2024: für die Single Semi-Charmed Life |

Anmerkung: Auszeichnungen in Ländern aus den Charttabellen bzw. Chartboxen sind in ebendiesen zu finden.
| Land/RegionAuszeichnungen für Musikverkäufe (Land/Region, Auszeichnungen, Verkäufe, Quellen) | Gold     | Platin       | Verkäufe   | Quellen                       |
| -------------------------------------------------------------------------------------------- | -------- | ------------ | ---------- | ----------------------------- |
| Australien (ARIA)                                                                            | Gold1    | —            | 35.000     | aria.com.au                   |
| Kanada (MC)                                                                                  | —        | Platin1      | 100.000    | musiccanada.com               |
| Neuseeland (RMNZ)                                                                            | Gold1    | 2× Platin2   | 67.500     | aotearoamusiccharts.co.nz NZ2 |
| Vereinigte Staaten (RIAA)                                                                    | —        | 17× Platin17 | 17.000.000 | riaa.com                      |
| Vereinigtes Königreich (BPI)                                                                 | Gold1    | —            | 400.000    | bpi.co.uk                     |
| Insgesamt                                                                                    | 3× Gold3 | 20× Platin20 |            |                               |